# Aïn Roua
 (novembre 2020).
Si vous disposez d'ouvrages ou d'articles de référence ou si vous connaissez des sites web de qualité traitant du thème abordé ici, merci de compléter l'article en donnant les références utiles à sa vérifiabilité et en les liant à la section « Notes et références ».
Aïn Roua  est une commune de la wilaya de Sétif, située au nord-est de l'Algérie.

## Géographie
La commune est située au nord-est de l'Algérie, à moins de 28 km du chef-lieu Sétif. Aïn Roua a un climat continental, froid et humide l'hiver et sec et humide l'été. Il s'agit d'une zone de haut plateau partiellement montagneuse comprenant de nombreuses sources d'eau.
| Maoklane    | Draâ El-Kaïd (Béjaïa) | Draâ El-Kaïd (Béjaïa) |
| Bougaa      | Aïn Roua              | Aïn Abessa            |
| Beni Hocine | Aïn Arnat             | Aïn Abessa            |

## Histoire
Aïn Roua pourrait être à l'origine un ancien poste romain nommé Horrea Aninicensi en Maurétanie Césarienne[réf. nécessaire]. Horrea Aninicensi signifierait « grenier du djebel Anini ». Son emplacement a été identifié à 30 km de Sétif sur la route de Béjaïa.
Le terme Ain Roua vient de l'arabe ancien روي  qui signifie étancher sa soif. Les Français ont gardé cette dénomination arabe, qui sera probablement proposée à l'époque turque. Le choix des noms de sources perpétuent la mémoire des lieux et sont souvent choisis pour la fontaine ou les sources qui se trouvent le long des routes commerciales ou des haltes de repos des caravanes marchandes où des gites d’étapes sont érigés.
Horrea Aninicensi est un toponyme tiré des données épigraphiques, à savoir le texte d'une inscription latine, ou a été mentionné : Horrea Aninicense. Elle est différente de Horrea de Ain Zada par le génitif Aninicense et par le fait qu’elle abritait le siège épiscopal de la Maurétanie Sétifienne et son emplacement sur la route antique de Saldae (Bejaia), tandis que celle de Ain Zada ne l’était pas. C’étaient donc des greniers qui appartenaient à la famille : les Anicii. Cette famille patricienne, était la plus riche et la plus en vue de l'Empire au Ve siècle ; elle possédait de vastes domaines en Afrique et en Tripolitaine et les plus importants sont ceux d’Ain Roua. Cette famille est également connue pour sa piété et avait des membres influents dans le Sénat romain, elle était représentée par un magistrat : Anicius Julianus qui devint chrétien et a fait bâtir le premier évêché dans cette localité. Au Ve siècle, le site restait toujours dynamique, il a été représenté par des évêques dans la plupart des conciles, notamment celui de Carthage; de 393 jusqu'à celui de l'an 484 après J.-C.